# Європейська єдність
Європейська єдність - другий альбом гурту Сокира Перуна, виданий у 1999 році. З моменту свого виходу декілька разів перевидавався.

## Зміст
1. В ім’я справедливості
2. Слов’янин
3. Шість мільйонів слів брехні
4. Я син України
5. Відродження Європи
6. Our Pride Is Our Loyalty (пісня гурту Skrewdriver)
7. Герої білої раси
8. 17 серпня
9. Память в Славянской Душе
10. Слава Скинхедам Великой Руси
11. Секира Перуна